# Topos (literatuur)
Een topos (meervoud topoi) is een stijlfiguur, waarbij een clichésituatie of -locatie wordt gebruikt, in de literatuur of en andere verhalende kunstvormen, zoals theater en opera.
Het woord is Grieks voor "plaats" (niet stad of dorp, maar plek) en het gebruik in de hier bedoelde zin is ontstaan via het gebruik van het woord "topos" in de oud-Griekse retorica als aanduiding van een standaardmethode om een argument op te bouwen of te behandelen.
Het is waarschijnlijk vooral de Duitse literatuurhistoricus Ernest Robert Curtius die verantwoordelijk is voor de uitbreiding van het topos-begrip tot de huidige algemeenheid – hij gebruikte het in deze zin in zijn belangrijkste werk Europäische Literatur und Lateinisches Mittelalter. Voorbeelden van topoi zijn:
- het verliefde paar in Parijs
- de muziekstad Wenen
- de boze stiefmoeder
- de ontvoering door ruimtewezens
- het rustgevende natuuroord (locus amoenus)

## Topoi
Topoi is een verzamelterm die in de literatuurwereld vaak wordt gebruikt voor vaste motieven die in de literatuur terugkomen. Een overzicht van de motieven die typisch zijn voor hoofse romans zijn hieronder opgesomd:
- Het vermelden van vroeger werk
- Het vermelden van de moeite waarmee het werk tot stand is gekomen (inspanning)
- Het vermelden van de gebruikte bronnen (bronvermelding)
- Het vermelden van eerdere pogingen om het werk te maken
- Het opdragen van het werk aan een hoofse dame of adellijke
- Een directe aanspreking van de lezer
- Het vermelden ven de reden waarom het verhaal geschreven werd (causa scribendi)